# Brug met toegangshek van kasteel Groeneveld
De brug met toegangshek van kasteel Groeneveld vormen een rijksmonument op het landgoed van Kasteel Groeneveld in Baarn.
Op de sluitsteen van de bakstenen boogbrug staat het bouwjaar 1768. Op de keermuur staan natuurstenen paaltjes die door een schakelketting met elkaar verbonden zijn. Het smeedijzeren toegangshek bestaat uit twee draaibare vleugels tussen hekstijlen. De hekspijlen dragen vergulde speerpunten en de stijlen zijn bekroond door een vergulde decoratie.